# بنكسية مخصلة
بنكسية مخصلة (الاسم العلمي: Banksia penicillata) هي نوع نباتي يتبع جنس البنكسية من فصيلة البروطية.